# Albumy numer jeden w roku 1950 (USA)
Lista najlepiej sprzedających się albumów w Stanach Zjednoczonych w 1950 tworzona przez magazyn Billboard.

## Historia notowania
| Data publikacji | Album                 | Artysta                         |
| --------------- | --------------------- | ------------------------------- |
| 7 stycznia      | Merry Christmas       | Bing Crosby                     |
| 14 stycznia     | South Pacific         | Original Cast                   |
| 21 stycznia     | South Pacific         | Original Cast                   |
| 28 stycznia     | South Pacific         | Original Cast                   |
| 4 lutego        | South Pacific         | Original Cast                   |
| 11 lutego       | South Pacific         | Original Cast                   |
| 18 lutego       | South Pacific         | Original Cast                   |
| 25 lutego       | South Pacific         | Original Cast                   |
| 4 marca         | South Pacific         | Original Cast                   |
| 11 marca        | South Pacific         | Original Cast                   |
| 18 marca        | South Pacific         | Original Cast                   |
| 25 marca        | South Pacific         | Original Cast                   |
| 1 kwietnia      | South Pacific         | Original Cast                   |
| 8 kwietnia      | South Pacific         | Original Cast                   |
| 15 kwietnia     | South Pacific         | Original Cast                   |
| 22 kwietnia     | South Pacific         | Original Cast                   |
| 29 kwietnia     | South Pacific         | Original Cast                   |
| 6 maja          | Kopciuszek            | Ścieżka dźwiękowa               |
| 13 maja         | Young Man With A Horn | Doris Day featuring Harry James |
| 20 maja         | Young Man With A Horn | Doris Day featuring Harry James |
| 20 maja         | Kopciuszek            | Ścieżka dźwiękowa               |
| 27 maja         | Young Man With A Horn | Doris Day featuring Harry James |
| 3 czerwca       | South Pacific         | Original Cast                   |
| 10 czerwca      | South Pacific         | Original Cast                   |
| 17 czerwca      | South Pacific         | Original Cast                   |
| 24 czerwca      | South Pacific         | Original Cast                   |
| 1 lipca         | South Pacific         | Original Cast                   |
| 8 lipca         | South Pacific         | Original Cast                   |
| 15 lipca        | Young Man With A Horn | Doris Day featuring Harry James |
| 22 lipca        | South Pacific         | Original Cast                   |
| 29 lipca        | Young Man With A Horn | Doris Day featuring Harry James |
| 5 sierpnia      | Young Man With A Horn | Doris Day featuring Harry James |
| 12 sierpnia     | South Pacific         | Original Cast                   |
| 19 sierpnia     | South Pacific         | Original Cast                   |
| 26 sierpnia     | Young Man With A Horn | Doris Day featuring Harry James |
| 2 września      | Young Man With A Horn | Doris Day featuring Harry James |
| 9 września      | Young Man With A Horn | Doris Day featuring Harry James |
| 16 września     | Young Man With A Horn | Doris Day featuring Harry James |
| 23 września     | Young Man With A Horn | Doris Day featuring Harry James |
| 30 września     | Young Man With A Horn | Doris Day featuring Harry James |
| 7 października  | Three Little Words    | Ścieżka dźwiękowa               |
| 14 października | Three Little Words    | Ścieżka dźwiękowa               |
| 21 października | Three Little Words    | Ścieżka dźwiękowa               |
| 28 października | Three Little Words    | Ścieżka dźwiękowa               |
| 4 listopada     | Three Little Words    | Ścieżka dźwiękowa               |
| 11 listopada    | Three Little Words    | Ścieżka dźwiękowa               |
| 18 listopada    | Three Little Words    | Ścieżka dźwiękowa               |
| 25 listopada    | Three Little Words    | Ścieżka dźwiękowa               |
| 2 grudnia       | Three Little Words    | Ścieżka dźwiękowa               |
| 9 grudnia       | Three Little Words    | Ścieżka dźwiękowa               |
| 16 grudnia      | Three Little Words    | Ścieżka dźwiękowa               |
| 23 grudnia      | South Pacific         | Original Cast                   |
| 30 grudnia      | Merry Christmas       | Bing Crosby                     |